# ウスギオウレン
ウスギオウレン（学名：Coptis lutescens）は、キンポウゲ科オウレン属の常緑の多年草。本州中部の太平洋側の針葉樹林、落葉広葉樹林の林床に生え、同属のコセリバオウレンに似るが、細長い花弁状の萼片が淡黄色になる。1978年に新種記載された。

## 特徴
地中に水平に伸びる根茎があり、太く長く、匐枝はない。花茎は紫褐色、ときに緑色で、高さ5-12cmになり、果実期には26cmに伸びる。根出葉は2-4回3出複葉、小葉は卵形から倒卵形で、長さ5-15mm、幅3-15mmになる。花茎に苞葉があり、長卵形で先端は尾状に伸び、先端は3裂する。
花期は3-5月。花の径は約1cmになり、3-4個が総状につく。萼片は細長く、狭披針形から線形、長さ6-8mmになり、淡黄緑色、先端は尾状にとがる。花弁は萼片より短く、さじ形になり、長さ4mm、黄白色、白色、まれに紫色をおび、花弁舷部にある蜜腺は浅くへこむ。雄蕊は多数あり、葯は白色になる。雌蕊に柄がある。果実は長さ6-10mmの舟形の袋果になり、残存花柱は長さ1mm以下で先は曲がらない。種子は黄褐色になる。

## 分布と生育環境
日本固有種。本州中部の太平洋側（東京都、神奈川県、山梨県、長野県、静岡県）に分布し、亜寒帯から暖温帯の針葉樹林、落葉広葉樹林の林床に生育する。タイプ標本の採集地は雲取山の北斜面である。

## 名前の由来
和名ウスギオウレンは、「黄色の花を咲かせる」オウレン属の一新種について、新種記載者の植物学者、田村道夫がつけた。
種小名（種形容語）lutescens は、「淡黄色の」「やや黄色い」の意味。

## 種の保全状況評価
国（環境省）でのレッドデータブック、レッドリストの選定はない。都道府県のレッドデータ、レッドリストの選定状況は、埼玉県と東京都が絶滅危惧IB類 (EN)となっている。

## ギャラリー

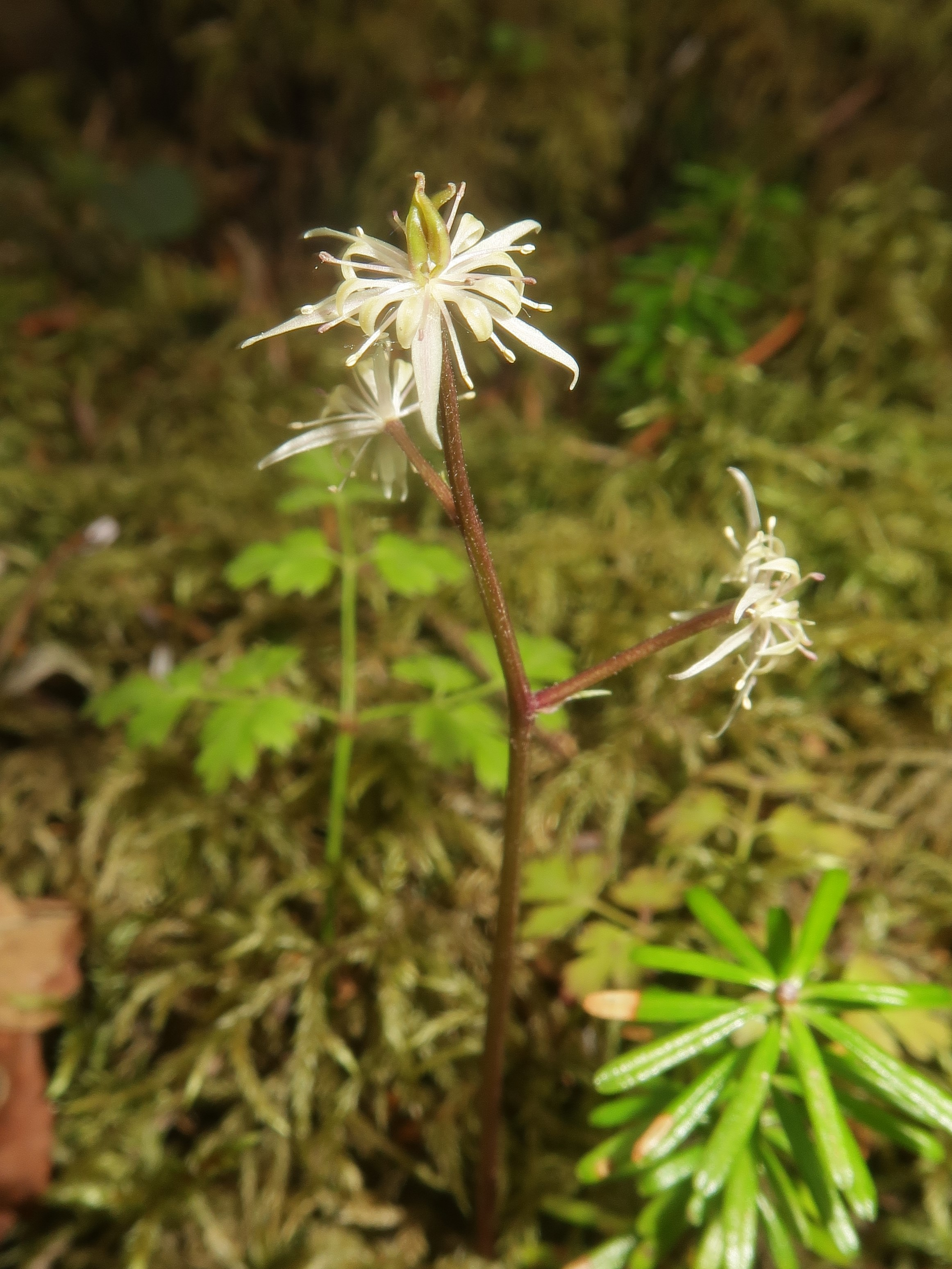
萼片は細長く、狭披針形から線形、淡黄緑色になり、先端は尾状にとがる。花弁は萼片より短く、さじ形になり、黄白色、花弁舷部にある蜜腺は浅くへこむ。
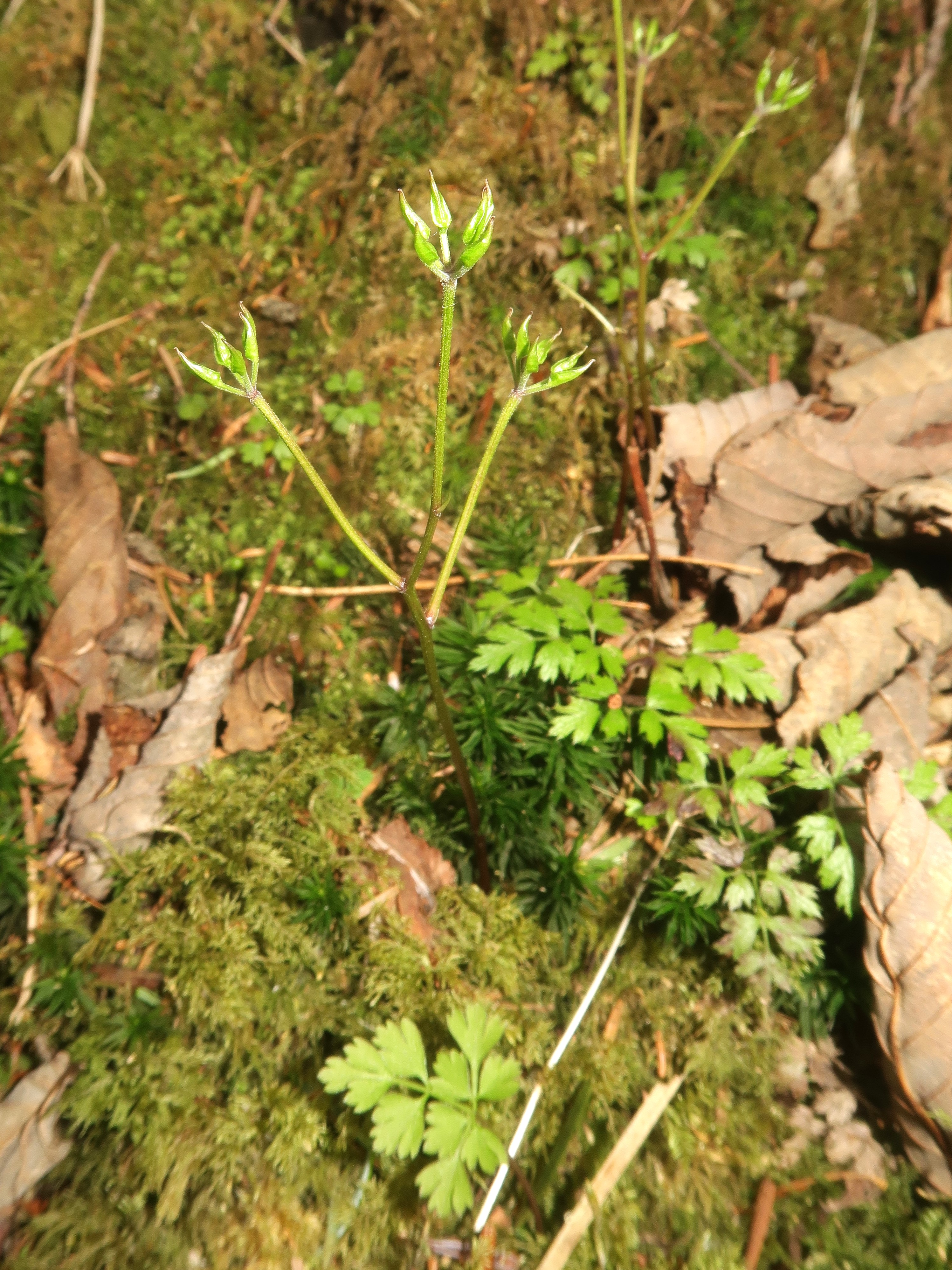
若い果実。
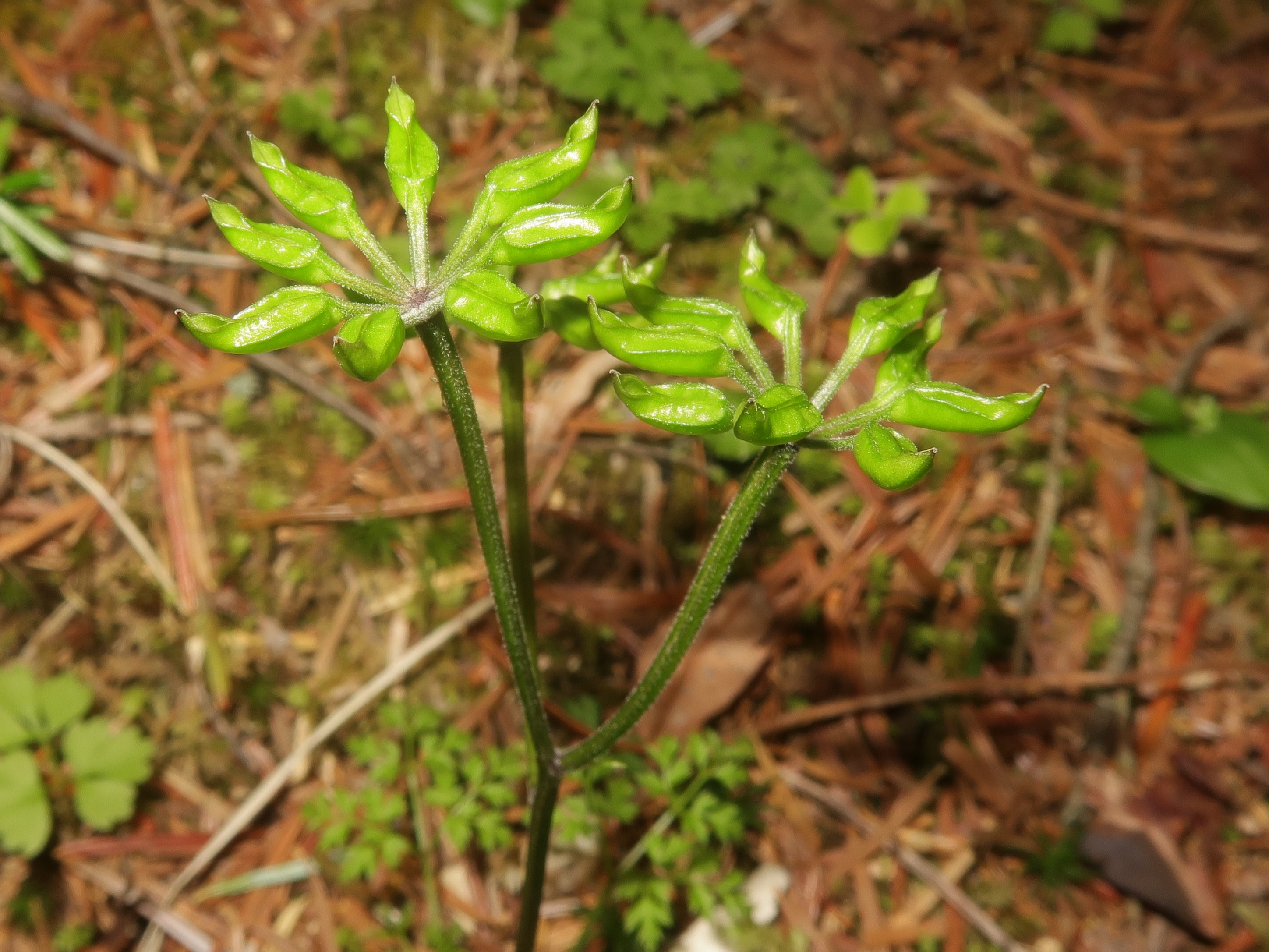
果実は舟形の袋果になり、残存花柱は先が曲がらない。
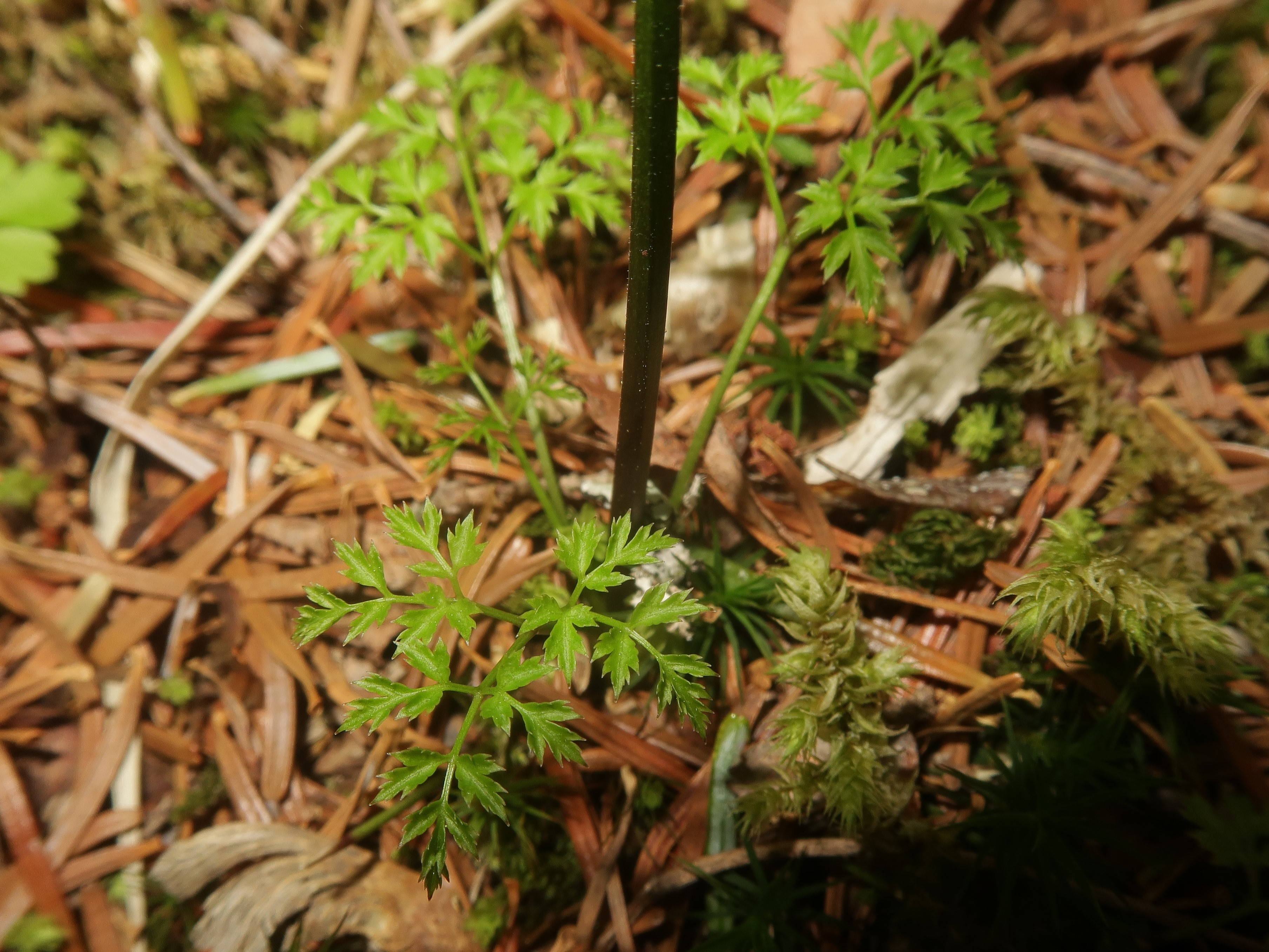
根出葉は3回3出複葉、小葉は卵形から倒卵形になる。